# Ofelia Kovacci
Ofelia Kovacci (Buenos Aires, 12 de marzo de 1927 - 27 de octubre de 2001) fue una lingüista, profesora y académica argentina. Llegó a ser presidenta de la Academia Argentina de Letras desde 1999 hasta su muerte, considerada por sus colegas como una de las personas que en su país poseía los mayores conocimientos en el área de la gramática científica y la filología.

## Biografía
Estudió en la Universidad de Buenos Aires, donde se licenció en Filosofía y Letras 1952, y donde luego se doctoró en 1959. Cursó estudios posdoctorales en la Universidad de Buffalo durante 1961 y 1962, y en la Universidad de Yale durante 1968. Fue investigadora del Conicet, y posteriormente profesora, desempeñándose como titular, y luego honoraria, en gramática de la Facultad de Filosofía y Letras (UBA).
Obtuvo un Premio Konex - Diploma al mérito de Humanidades en Lingüística y Filología por la Fundación Konex en 1986.
Se incorporó a la Academia Argentina de Letras en 1987, y la presidió tras la muerte de Raúl H. Castagnino en 1999. Como parte de la institución, colaboró intensamente con la Real Academia Española, entre lo que se destaca la que llevó a cabo con el manual de ortografía, con el Diccionario de la lengua española y con el Diccionario panhispánico de dudas.

## Obra
Entre sus trabajos destacan: 
- La Pampa a través de Ricardo Güiraldes (1961)
- Las proposiciones en español (1965)
- Tendencias actuales de la gramática (1967)
- Modificadores de modalidad (1974)
- Estudios de gramática española (1986)
- La jerarquía de las funciones sintácticas (1989)
- El comentario gramatical (compuesto de dos volúmenes editados en 1990 y 1992)

### Libros
- "La Pampa a través de Ricardo Güiraldes", (1961)
- "Castellano" - I, II y III, (1962-1963)
- “Adolfo Bioy Casares” (1963)
- "Las proposiciones en español", (1965)
- "Tendencias actuales de la gramática", (1967)
- "Modificadores de modalidad", (1974)
- "Lengua" I, II y III, (1980-1982)
- "Estudios de Gramática española", (1986)
- "El comentario gramatical: teoría y práctica" -  I, II (1990-1992) [4]